# Епархия Калгари
Епархия Калгари (лат.  Dioecesis Calgariensis) — епархия Римско-Католической церкви с центром в городе Калгари, Канада. Епархия Калгари входит в архиепархию Эдмонтона. Кафедральным собором епархии является Собор Непорочного Зачатия Пресвятой Девы Марии.

## История
30 ноября 1912 года Святой Престол учредил епархию Калгари, выделив её из епархии святого Альберта, которая одновременно была возведена в ранг архиепархии и переименована в архиепархию Эдмонтона.

## Ординарии епархии
- епископ John Thomas McNally (4.04.1913 — 12.08.1924);
- епископ John Thomas Kidd (6.02.1925 — 3.07.1931);
- епископ Peter Joseph Monahan (10.06.1932 — 26.06.1935);
- епископ Francis Patrick Carroll (19.12.1935 — 28.12.1966);
- епископ Francis Joseph Klein (25.02.1967 — 3.02.1968);
- епархия Paul John O’Byrne (20.06.1968 — 19.01.1998);
- епархия Frederick Bernard Henry (19.01.1998 — по настоящее время).

## Источник
- Annuario Pontificio, Libreria Editrice Vaticana, Città del Vaticano, 2003, ISBN 88-209-7422-3